# Adolphe-Charles Mathieu
Adolphe-Charles Mathieu, francoski general, * 1. januar 1881, † 14. avgust 1951.